# ケプラー62
ケプラー62（英語: Kepler-62）は、太陽系から約990光年の距離に存在するK型主系列星である。こと座の方角に位置する。2013年4月18日、アメリカ航空宇宙局（NASA）はケプラー宇宙望遠鏡によるトランジット法での観測の結果、この恒星に5つの惑星を発見したことを発表した。そのうちケプラー62eとケプラー62fは、生命が存在する可能性がある領域ハビタブルゾーン内に位置する、地球に似た惑星とみられている。

## 名前の由来と歴史

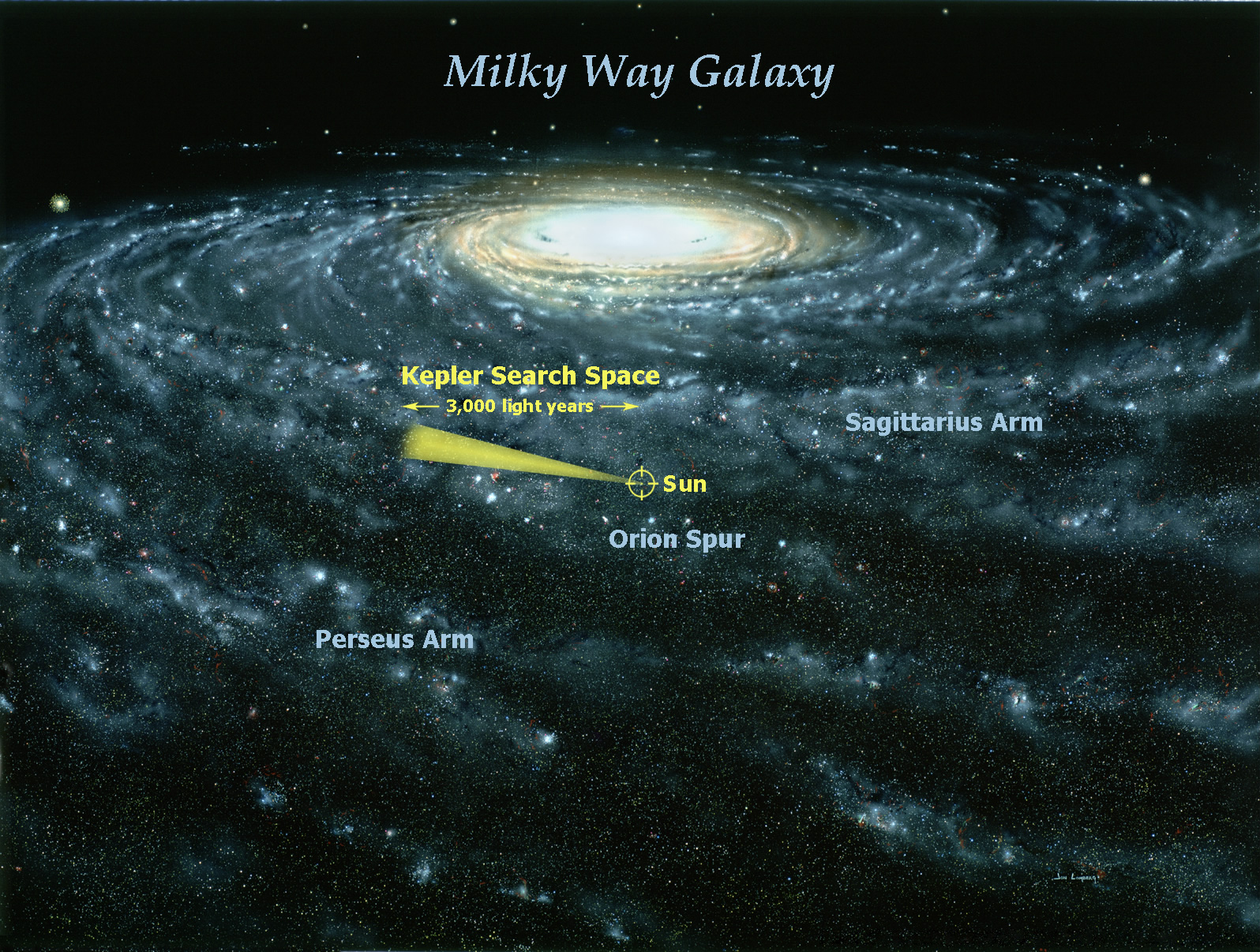
ケプラー宇宙望遠鏡による観測範囲

ケプラーによる観測以前は、ケプラー62は2MASSによる観測でのカタログ名2MASS J18525105+4520595として認識されていた。Kepler Input CatalogにおいてはKIC 9002278の呼称が与えられており、次いでトランジット法による惑星発見の候補であるKepler object of interestにおいてKOI-701の呼称が与えられた。
ケプラー62の惑星は、トランジット法での太陽系外惑星発見を目指すNASAのケプラー宇宙望遠鏡による観測で発見された。トランジット法では、恒星の光度の低下から惑星による食を検出する。惑星が地球から見た恒星の手前側を通過することで、恒星の光が遮られる食が発生し、そこから惑星の存在を検出することが出来る。ケプラー62という名称は単純に、ケプラー宇宙望遠鏡により惑星が確認された62番目の恒星であることから与えられたものである。
各惑星のb, c, d, e, fといった名称も、単純に発見された順番に与えられることになっている。その星系で最初に発見された惑星がbとされ、以後アルファベット順に小文字で惑星名が付けられていく。一方、複数の惑星が同時に発見された場合は、公転周期の短い惑星から昇順で付けられる。ケプラー62の場合、5つの惑星全てが一度に発見されたことから、内側から順にb, c, d, e, fと名付けられた。

## 特徴
| 太陽 | ケプラー62 |
| ---- | ---------- |
| 太陽 | Exoplanet  |

ケプラー62は、太陽の約69%の質量と64%の半径を持つ、K型主系列星である。表面温度は4,925±70 Kで、誕生から70±40億年が経過していると考えられている。 なお、太陽の表面温度は5,772 Kで、誕生から46億年が経過しており、ケプラー62は太陽より低温で、古い恒星と考えられる。半径と温度が太陽より下なので、光度も太陽より低く2割程度である。また、金属量も太陽の4割程度と低い。
地球から見た見かけの等級は13.8等であり、肉眼で観測することは出来ない。

## 惑星系

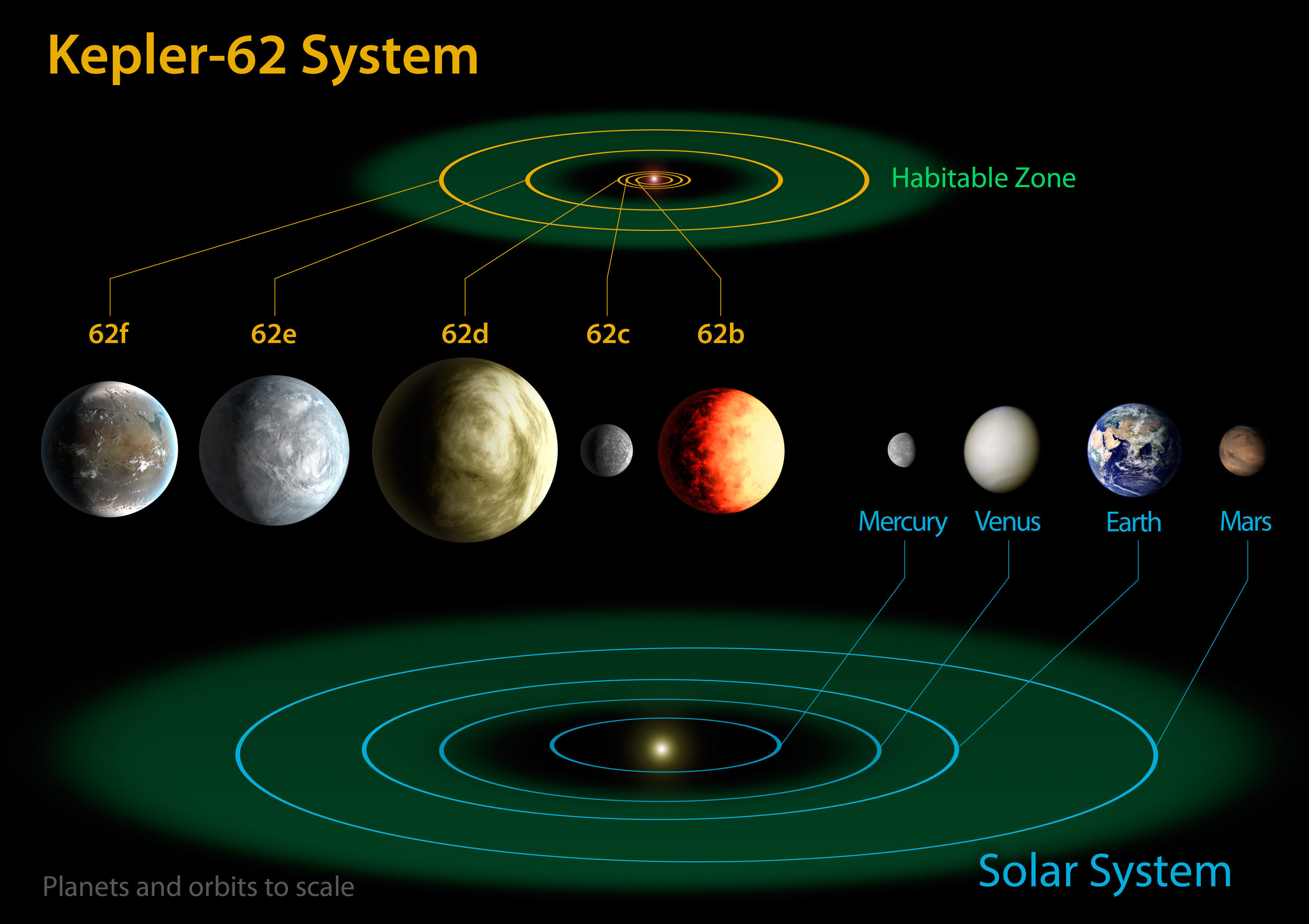
太陽系と比較したケプラー62星系。出典: NASA Ames / JPL-Caltech

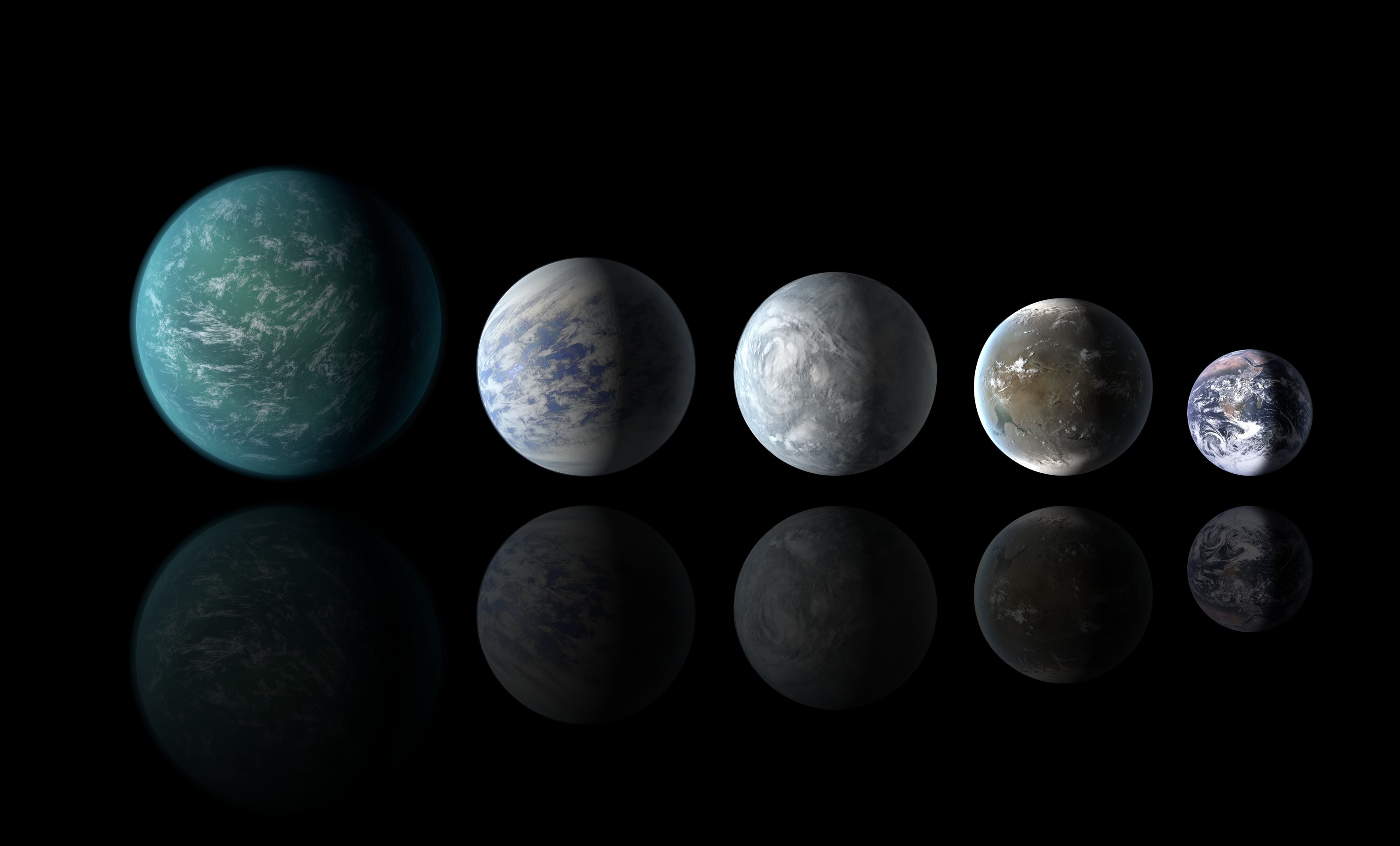
地球（右端）と比較した系外惑星の大きさ。左から3番目がケプラー62e、4番目がケプラー62f。出典: NASA Ames / JPL-Caltech

ケプラー62の発見されている全ての惑星は、恒星を通過（トランジット）する。それはつまり、5つの惑星全てが地球から見て恒星の前を横切る軌道を取ることを意味する。各惑星の軌道傾斜角は、1度以下の差しかない。そのため、惑星の公転周期と（主星と比較した）相対的な直径を、各惑星のトランジットを観測することで直接測定することができる。
5つの惑星の半径は全て、地球の0.54倍から1.95倍までの範囲に収まっている。その中でも特に注目されているのがケプラー62eとケプラー62fで、これらの惑星は生命が存在する可能性がある領域ハビタブルゾーン内に位置する固体惑星（地球型惑星、スーパー・アース）の有力候補とみられている。eとfの半径は、それぞれ地球の1.61倍と1.41倍で、これらは地球より大きな値ではあるものの、固体惑星の範囲にあると考えられている。両惑星は、ケプラー62のハビタブルゾーンの範囲内に位置しており、その組成によっては（fであれば二酸化炭素による温室効果が活発であること、eであれば雲により過熱が防がれること）いずれも表面に液体の水を保持する可能性がある。
惑星の質量は、視線速度法やトランジット法では直接測定することが出来ない。精度の低い上限値が判るだけである。ケプラーによる観測では、eとfの質量は最大で地球の36倍と35倍となっているが、実際の値はそれより遥かに小さいだろうと予想されている。
| 名称 （恒星に近い順） | 質量    | 軌道長半径 （天文単位） | 公転周期 (日)       | 軌道離心率 | 軌道傾斜角    | 半径           |
| --------------------- | ------- | ----------------------- | ------------------- | ---------- | ------------- | -------------- |
| b                     | < 9 M⊕  | 0.0553 ± 0.0005         | 5.714932 ± 0.000009 | 0          | 89.2 ± 0.4°   | 1.31 ± 0.04 R⊕ |
| c                     | < 4 M⊕  | 0.0929 ± 0.0009         | 12.4417 ± 0.00001   | 0          | 89.7 ± 0.2°   | 0.54 ± 0.03 R⊕ |
| d                     | < 14 M⊕ | 0.120 ± 0.001           | 18.16406 ± 0.00002  | 0          | 89.7 ± 0.3°   | 1.95 ± 0.07 R⊕ |
| e                     | < 36 M⊕ | 0.427± 0.004            | 122.3874 ± 0.0008   | 0          | 89.98 ± 0.02° | 1.61 ± 0.05 R⊕ |
| f                     | < 35 M⊕ | 0.718 ± 0.007           | 267.291 ± 0.005     | 0          | 89.90 ± 0.03° | 1.41 ± 0.07 R⊕ |